# 다카다 시오리
다카다 시오리(일본어: 高田 志織, 1990년 7월 19일 - )는 여성 아이돌 그룹 SKE48의 전 멤버겸 디자이너. naast.thebase 소속.
언니는 AKB48 2기생 겸 팀K 출신의 다카다 아야나(일본어: 高田 彩奈) 자신의 브랜드인 aast.thebase는 옷과 가방과 악세서리를 파는 곳이다. 돈은 일본돈으로 내야한다.

## 개요
- 2013년 5월 6일에 꿈을 이루기 위해 팀S 멤버 쿠와바라 미즈키, 히라마츠 카나코, 야가미 쿠미, 팀KII 멤버 아카에다 리리나, 오기소 시오리, 하타 사와코, 팀E 멤버 우에노 카스미, 하라 미나미, 연구생 멤버 코바야시 에미리와 졸업.